# NATSLIVE
NATSLIVE（なっつらいぶ）は、株式会社NATSLIVE Groupが運営する、ライブ配信型ファンメディアである。
俳優、声優、アイドル、タレントなど多彩な芸能人が料理やアートの番組を配信しており、視聴者はiPhoneやAndroid端末などから専用のNATSLIVEアプリでライブ配信を視聴できる。
2023年10月2日にクックパッドグループから独立しcookpadLiveからNATSLIVEへ名称がリニューアルされた。

## 主な出演者・番組名

### 料理番組
- 相沢梨紗（アイドル）『PATISSERIE RISA』
- ICEx（アイドル）『ICEx flavour Party』（2025年10月1日 - ）
- アインシュタイン（お笑い芸人）『超絶品アインシュタインレシピ』
- 秋元真夏（アイドル）『今夜、まなつと何食べる？』（2023年3月29日 - ）
- 天﨑滉平（声優）『みんな教えて!アマサキッチン』
- AMEFURASSHI（アイドル）『幸水確率100%ハピアメカフェ』
- ExWHYZ（アイドル）『ExWHYZ モクテル ディッシュ』（2024年12月17日 - ）
- 石田千穂 （アイドル）『せとうちほんぬごはん』[3]
- 岩佐美咲（演歌歌手）『海老とお酒と、わさみんと』（2023年5月28日 - ）
- ukka（アイドル）『羽ばたく美味しさ!ukkafe』
- XY（音楽グループ）『XY craZy dish』[4]
- EBiDAN-OSAKA（アイドル）『エビダン大阪アオハルキッチン』
- OWV（アイドル）『OWV Perfect Protein party』
- Kazuto（YouTuber）『グランメゾンKazuto』
- 加藤シゲアキ（アイドル）『Shige's Spice Curry』[5]
- カラフルスクリーム ゆうか（アイドル）『ゆうか部長とカラベジ部』
- カラフルダイヤモンド（アイドル）『カラフルダイヤモンドダイナー』[6]
- 木村良平（声優）『晩酌ごはん』
- 熊木陸斗（俳優）『くまきの小麦中毒』
- 倉丸莉子（俳優）『くらまるハピハピキッチン』
- 小坂涼太郎（俳優）『ソースチャイニーズ小坂楼』
- 近藤頌利（俳優）『shori imagination stage』
- Sakurashimeji（音楽デュオ）『ニコイチしめじキッチン』
- 高畑結希（アイドル）『はたごんチーズごはん』
- 高柳明音（アイドル）『ちゅり先生の調理実習』
- 立花慎之介（声優）
- 千田京平、谷津翼（俳優）『ブリとカワウソ喧嘩上等飯』
- 柊太朗、世古口凌（共に俳優）『柊太朗と、せこりょと、珈琲と』[7]
- BOYS AND MEN（アイドル）『ボイメン和ビ彩ビ亭』
- 僕が見たかった青空（アイドル）『放課後僕青キッチン』
- 前川優希（俳優）『本日開店!屋台前川』
- 増子敦貴（俳優）『北極辛飯!アツキ商店』
- 水石亜飛夢（俳優）『Atomu's青いレストラン』
- 薮島朱音（声優）『ピリッとやぶちゃん飯』[8]
- UNiFY（アイドル）『UNiFYグルメプラネット』
- 吉田彩良（アイドル）『さらぴりりゴハン』
- 吉永拓斗（声優）『パスタバルTAKUTO』
- わーすた（アイドル）『猫耳でキュン!わーすたカフェ』
- REAL AKIBA BOYZ（ダンスパフォーマー）『REAL AKIBA COOKING BOYZ

REAL』
- ONE LOVE ONE HEART（アイドル）『ラブワンワンボウルキッチン』

### アート番組
- 竹野世梛（俳優）『せなポップアートラボ』[9]
- 千春（声優）『ちはる先生のおはなしのくに』
- 寺坂尚呂己（俳優）『TERASAKA Invisible Design』

## 過去の出演者・番組名

### 料理番組
- 阿部快征（俳優）『ソースクリエイターKAISEI』（2023年1月5日 - 2024年12月25日、全17回）
- 荒井優希（プロレスラー）『スタミナ苑ゆきちゃん』（2023年9月6日 - 2025年2月25日、全8回）

### アート番組
- 松田悟志（俳優）『松田センパイのリクエスト画廊』（2024年3月13日 - 2025年6月10日、全16回） [10][11]